# Niphotragulus machadoi
Niphotragulus machadoi là một loài bọ cánh cứng trong họ Cerambycidae.